# Умозаключение
Умозаключение — один из приёмов рационального познания, с помощью которого осуществляется переход от одного или нескольких высказываний к другому высказыванию. 
С точки зрения логики высказываний, умозаключение — это шаг логического вывода, непосредственное выведение высказывания-заключения из одного или более высказываний («посылок»), простейшее рассуждение.
В логике умозаключение записывается в виде горизонтальной черты, над которой стоят посылки, а под чертой записывается заключение. Например,
|  | Все люди смертны.  |
|  | Все греки — люди.  |
|  | Все греки смертны. |

Умозаключения (отдельные шаги вывода) разделяют:
1. По числу посылок:
  1. непосредственные;
  2. опосредованные.
2. Опосредованные в свою очередь делятся по признаку направления логического следования:
  1. дедуктивные (от общего к частному);
  2. индуктивные (от частного к общему);
  3. трансдуктивные (от одной степени общности к такой же степени общности).
3. По достоверности вывода:
  1. демонстративные (достоверные), где истинность посылок напрямую связана с истинностью заключения (информация в заключении является частью информации в посылках). Такие умозаключения обычно встречаются в точных науках, особенно в математике, чаще в форме дедуктивных умозаключений (где правильность гарантируется самой формой логического следования), но также и в виде математической индукции, полной индукции, строгой аналогии, где на истинность влияют, кроме формы, и значения входящих в рассуждение терминов;
  2. недемонстративные, где в процессе рассуждения добавляется информация, и потому истинность вывода не гарантирована даже в случае истинности посылок. К числу таких правдоподобных рассуждений относятся обратная дедукция, неполная индукция, нестрогая аналогия, выводы статистики. Правдоподобные умозаключения используются при выдвижении гипотез и постулировании законоподобных утверждений в эмпирических науках.